# Nunfutu
Nunfutu is een bestuurslaag in het regentschap Timor Tengah Selatan van de provincie Oost-Nusa Tenggara, Indonesië. Nunfutu telt 700 inwoners (volkstelling 2010).